# Isidor de Sevilla
Isidor de Sevilla (Cartagena, ca. 560 - Sevilla, 636) fou un destacat eclesiàstic, erudit i orador visigot, bisbe de Sevilla i autor d'obres religioses i enciclopèdiques. És venerat com a sant per l'Església catòlica i l'ortodoxa. És un dels Quatre Sants de Cartagena.

## Biografia
Era descendent d'una honorable família visigoda, fill de Severià, que fou governador de la província Cartaginense. Dels seus germans, Fulgenci fou arquebisbe d'Écija, i Leandre, bisbe de Sevilla abans que ell; Florentina, la seva germana, va ésser monja.
De jove, la família es va traslladar a Sevilla, on Isidor estudià a l'escola de la catedral, la primera d'aquest tipus a tota la Hispània. Hi aprengué el trivi i el quadrivi, a més de grec i hebreu. No se sap del cert si va arribar a ingressar en algun monestir.
A la mort de Leandre el 600 o 601 el va succeir en la seu episcopal de Sevilla i va fundar un col·legi per educació de la joventut; després va anar a Roma per entrevistar-se amb el papa Gregori I Magne. Va tenir un paper rellevant en la política i la religió del regne visigot, intentant aglutinar, mitjançant la uniformitat de la religió i l'educació, els diversos pobles que formaven el Regne de Toledo, de manera que es pogués garantir la seva consolidació i continuïtat. Així, va contribuir decisivament a la desaparició de l'arrianisme i l'adopció de l'ortodòxia catòlica, acabant amb els conflictes militars entre els diferents bàndols.
A partir del novembre de 619 va presidir el II Concili de Sevilla, amb bisbes hispànics i gals, on es discutí la naturalesa de Crist, refutant les creences arrianes. El desembre del 633 va presidir el IV Concili de Toledo, en el qual es va decretar la independència i llibertat de l'Església hispànica enfront del poder reial, amb el qual manté una aliança solemne; en canvi, no es parla del vincle amb els bisbes de Roma. També s'hi establí que cada catedral tingués un seminari per educar els joves i futurs clergues, de manera que aquests fossin persones formades sòlidament. En aquests seminaris s'ensenyaria, com a la de Sevilla, arts liberals, grec i hebreu, a més de dret i medicina.
Va morir a l'església de Sant Vicenç de Sevilla el 4 d'abril del 636.

## Fama i veneració

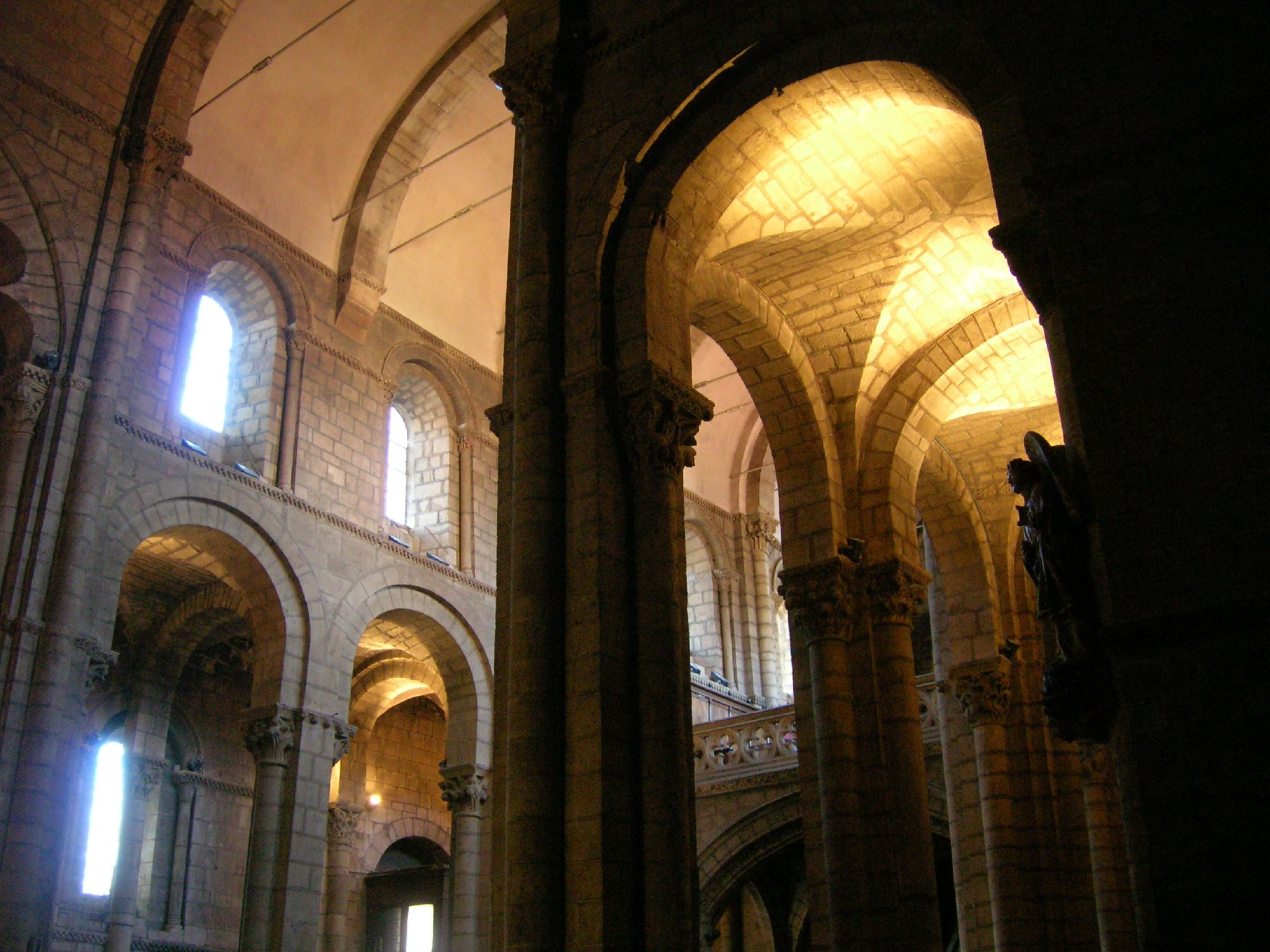
Interior de San Isidoro

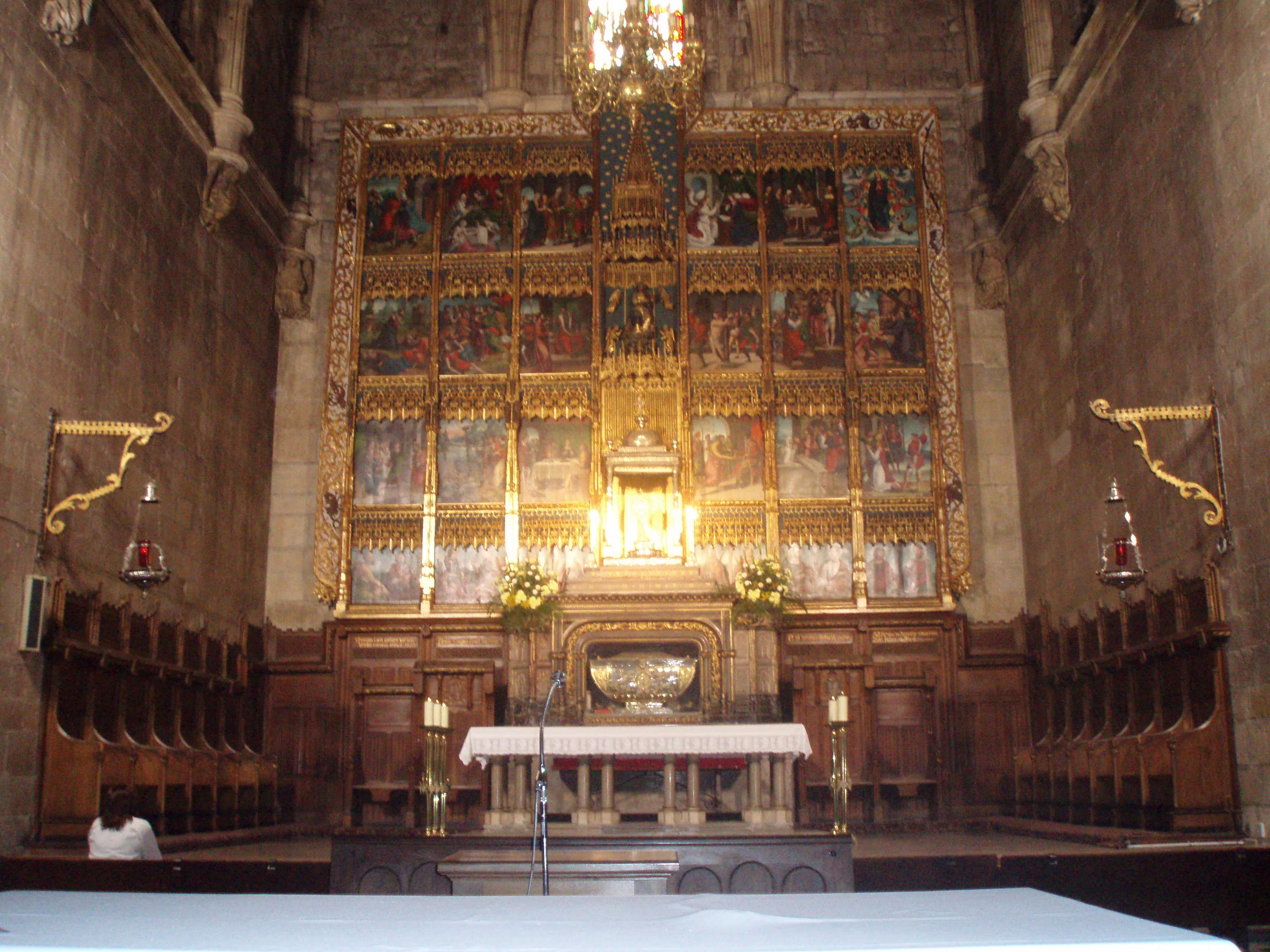
Altar major i urna de les relíquies

Isidor fou l'últim dels pensadors filòsof cristians, i l'últim dels grans pares llatins de l'Església. Sovint és considerat el cim intel·lectual del seu moment, ja que va tenir una gran influència en l'evolució de l'educació i el saber medievals. Encara és recordat amb elogi a les actes del VIII Concili de Toledo que es va fer 14 anys després de la seva mort (Nostri seculi doctor egregius, ecclesiae Catholicae novissimum decus, praecedentibus aetate postremus, doctrinae comparatione non infimus, et, quod majus est, in saeculoram fine doctissimus atque cum reverentia nominandus).En 1063, Ferran I de Lleó va obtenir del rei musulmà de Sevilla, Muhàmmad ibn Abbad al-Mútamid, que li donés les restes mortals d'Isidor, que van ésser traslladades a Lleó on es construí la Basílica de San Isidor. Encara avui se'n veneren les relíquies en una urna d'argent; una petita part és a la Catedral de Múrcia. Va ésser canonitzat en 1598 per Climent VIII i declarat Doctor de l'Església per Innocenci XIII en 1722.
En 2003 va ésser proposat com a sant patró d'internet, perquè la seva obra, com ara les Etimologies, eren una mena de summa del saber del moment, com ho podia ésser la xarxa. No obstant això, no va resultar votat en una enquesta feta a Itàlia.

## Obres

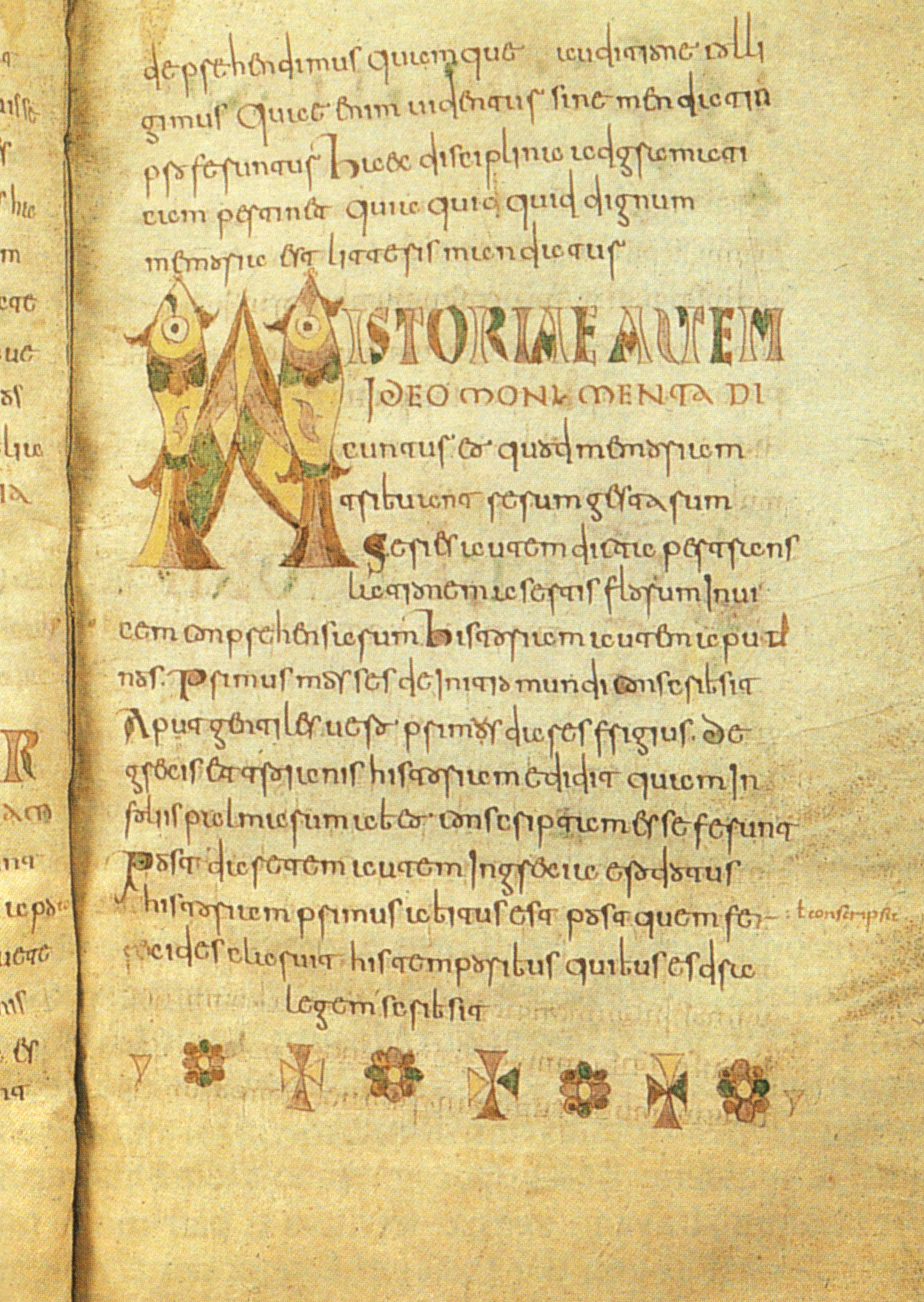
Còdex de les Etimologies, final del s. VIII (Brussel·les, Bibliothèque royale)

Intel·lectualment, va ésser el màxim representant de la revifalla de la cultura clàssica del període; l'historiador Charles Forbes de Montalembert va considerar-lo "un dels dos grans sols il·luminadors d'occident". Els seus interessos culturals anaven de les arts liberals, el dret, la medicina, les ciències naturals, la història, a la teologia dogmàtica i moral. La seva producció escrita va ésser molt extensa, però potser peca de dispersa i poc original, ja que sovint es redueix a compilar altres autors, cristians o clàssics. Així i tot, aquestes compilacions ens han fet arribar autors l'obra dels quals s'ha perdut.
Les seves principals obres són: 
- I. Originum s. Etymologiarum Libri XX, conegut com a Etimologies, enciclopèdia de les arts i les ciències conegudes, on sistematitza i recopila la saviesa llatina clàssica a partir dels seus autors. És la seva obra més coneguda, de gran repercussió i influència durant l'Edat mitjana.
- II. De Differentiis s. De Proprietate Verborum, llibre de gramàtica llatina, en dues parts
- III. Liber Glossarum Latinarum, col·lecció de glosses llatines.
- IV. De Rerum Natura, s. De Mundo, dirigit a Sisebut (rei dels visigots), llibre de filosofia
- V. Chronicon. Llibre d'història des de la creació del món fins al 627
- VI. Historia Gothorum, història dels gots des del regnat de Valerià i Gal·liè fins a la mort de Sisebut
- VII. Historia Vandalorum, història dels vàndals des de la seva entrada a Hispània fins a la seva destrucció pels romans d'Orient (més de 123 anys narrats en només un foli)
- VIII. Historia Suevorum, història dels sueus des de la seva entrada a Hispània fins a la seva destrucció pels visigots, 126 anys narrats amb un espai reduït
- IX. Poemata, col·lecció de poemes entre els quals el trocaics tetràmetres Lamentum Poenitentiae pro Indulgentia Peccatorum,

La resta de la seva obra és de caràcter teològic
- X. De Vita et Obitu Sanctorum qui Deo placuerunt
- XI. De Scriptoribus Ecclesiastics Liber, o De Viris Illustribus, o Isidori Additio ad Libros S. Hieronymi et Gennadii de Scriptoribus Ecclesiasticis, continuació de l'obra de Jerònim
- XII. De Officiis Ecclesiasticis Libri II
- XIII.Regula Monachorum
- XIV. Liber Pröoemiorum, or Pröoemia in Libros Veteris ac Novi Testamenti
- XV. Commentaria in Vetus Testamentum, o Quaestiones et Mysticorum Expositiones Sacramentorum in Vetus Testamentum
- XVI. Allegoriae quaedam Sacrae Scripturae
- XVII. Expositio in Canticum Canticorum Salomonis
- XVIII. Sententiarum, s. De summo Bono Libri III
- XIX. De Nativitate Domini, Passione et Resurrectione, Regno atque Judicio
- XX. De Vocatione Gentium

Els dos darrers apareixen de vegades en conjunt sota el nom Contra Nequitiam Judaeorum, o Contra Judaeos Libri II o De Fide Catholica ex Vetere et Novo Testamento, o Testimoniorum de Christo et Ecclesia Liber.
- XXI. Synonimorum, s. Soliloquiorum Libri II
- XXII. De Contemptu Mundi Libellus
- XXIII. De Conflictu Vitiorum et Virtutum
- XXIV. Exhortatio ad Poenitentiam cum Consolatione ad Animam de Salute desperantem
- XXV. Norma Vivendi
- XXVI. Oratio de Flendis semper Peccatis ad Correctionem Vitae
- XXVII. Oratio contra Insidias Diaboli
- XXVIII. Epistolae. Un nombre considerable de cartes dirigides entre altres a Ludifred bisbe de Còrdova (Quodnam Episcopi et ceterorum sit Officium in Ecclesia) a Massona bisbe de Mèrida (Qui sunt reparandi post Lapsum vel qui non i Quare sit institutum post septem Annos in pristinum Statum Poenitentes redire) i altres.